# Guy Graham Musser
Guy Graham Musser (10 d'agost del 1936 - 20 d'octubre del 2019) fou un zoòleg estatunidenc. El seu camp d'estudi era la subfamília Murinae, de la qual descrigué moltes espècies noves.
Nasqué a Salt Lake City (Utah). Estudià en escoles públiques elementals i mitjanes fins al 1955. El 1967 obtingué un PhD per la Universitat de Michigan amb una tesi sobre la taxonomia de l'esquirol gris mexicà (Sciurus aureogaster). El 1966 entrà al Museu Americà d'Història Natural, on esdevingué conservador dels mamífers. Des de la seva jubilació el 2002 en fou conservador emèrit.
A les dècades del 1960 i 1970 publicà articles sobre els esciúrids, els neotomins i els murins. A la dècada del 1970 feu una expedició de tres anys a Sulawesi, on descobrí diverses espècies noves de ratolins i rates. Els resultats d'aquella expedició encara no s'han publicat completament.